# الغبيب (ماهلية)

تعديل مصدري - تعديل

الغبيب هي إحدى قرى عزلة العمود ال طالب بمديرية ماهلية التابعة لمحافظة مأرب، بلغ تعداد سكانها 72 نسمة حسب تعداد اليمن لعام 2004.